# ادا اجه
ادا اجه (ترکی استانبولی: Eda Ece؛ زادهٔ ۲۰ ژوئن ۱۹۹۰) بازیگر اهل ترکیه است.
وی از سال ۲۰۰۲ میلادی تاکنون مشغول فعالیت بوده است. او بیشتر به خاطر ایفای نقش ییلدیز ییلماز در مجموعه تلویزیونی سیب ممنوعه شناخته می‌شود.

## زندگی و حرفه
اجه در دبیرستان شیشلی تراکی تحصیل می‌کرد و در رشته روان‌شناسی از دانشگاه بیلگی استانبول فارغ‌التحصیل شد. وی از بین سه دخترها در خانواده‌اش کوچک‌ترین آن‌ها است. پس از حضور وی در یک نقش فرعی در سال ۲۰۰۴، وی تا سال ۲۰۱۲ برای نقش‌های فرعی انتخاب می‌شد تا اینکه اولین نقش اصلی خود را در مجموعه نمایش تلویزیونی هفت کثیف دریافت کرد و پس از آن فعالیت حرفه‌ای بازیگری‌اش را آغاز کرد. در سال ۲۰۱۳، وی اولین تجربه سینمایی خود را با به خاطر دخترم تجربه‌کرد. وی بعدها به جمع بازیگران سریالی از شبکه تی‌آرتی ۱ به اسم منو اینطوری دوست داشته باش پیوست و شخصیت زینو را به تصویر کشید. در سال ۲۰۱۵، وی در فیلم اندازه شوهرت حرف بزن حرفه‌های بازیگری خود را نشان داد و نیز یک نقش اصلی در مجموعه تلویزیونی نمایشی وضعیت رابطه پیچیده را برعهده گرفت. در سال ۲۰۱۶، وی پس از فیلم گورومچه دوباره نقش خود را در دنباله فیلم اندازه شوهرت حرف بزن به اسم اندازه شوهرت حرف بزن: قیام بازی‌کرد. در همان سال وی در یک فیلم تلویزیونی محروم‌ها به عنوان یکی از نقش‌های اصلی ظاهرشد. پس از بازی کردن در فیلم داستان‌های پدربزرگ کورکوت: دومرول دیوانه، وی شروع به بازی کردن شخصیت ییلدیز در سریال تلویزیونی در سریال سیب ممنوعه کرد.

## فیلم‌شناسی
| تلویزیون        | تلویزیون                            | تلویزیون                 | تلویزیون        |
| سال             | عنوان                               | نقش                      | یادداشت         |
| --------------- | ----------------------------------- | ------------------------ | --------------- |
| ۲۰۰۲–۲۰۰۳       | Mihriban                            |                          |                 |
| Yardımcı oyuncu |                                     |                          |                 |
| ۲۰۰۴            | Hayat Bilgisi                       | Sude                     | Konuk oyuncu    |
| ۲۰۰۹            | آرزوی عروسک پارچه‌ای                 | جمره                     | Konuk oyuncu    |
| ۲۰۱۱            | اسمش را فریحا گذاشتم                | دنیز                     | Konuk oyuncu    |
| ۲۰۱۱–۲۰۱۴       | Pis Yedili                          | Günçiçek Seymen (Cimbom) | Başrol oyuncusu |
| ۲۰۱۴–۲۰۱۵       | Beni Böyle Sev                      | Zeyno                    | Yardımcı oyuncu |
| ۲۰۱۵–۲۰۱۶       | İlişki Durumu: Karışık              | Elif Güvener             | Başrol oyuncusu |
| ۲۰۱۸–۲۰۲۳       | سیب ممنوعه                          | ییلدیز ییلماز            | Başrol oyuncusu |
| ۲۰۲۲            | Maske Kimsin Sen?                   | Kendisi                  | Jüri üyesi      |
| ۲۰۲۲–۲۰۲۳       | Kapımdaki Dedektif                  | Kendisi                  | Sunucu          |
| سینما           |                                     |                          |                 |
| سال             | عنوان                               | نقش                      | یادداشت         |
| ۲۰۱۰            | Mahpeyker: Kösem Sultan             |                          |                 |
| Yardımcı oyuncu |                                     |                          |                 |
| ۲۰۱۳            | Kızım İçin                          | Tuğba                    | Başrol oyuncusu |
| ۲۰۱۵            | Kocan Kadar Konuş                   | Ceren                    | Yardımcı oyuncu |
| ۲۰۱۶            | Kocan Kadar Konuş: Diriliş          | Ceren                    | Yardımcı oyuncu |
| ۲۰۱۶            | Görümce                             | Deniz                    | Başrol oyuncusu |
| ۲۰۱۶            | Mahrumlar                           | Ela                      | Başrol oyuncusu |
| ۲۰۱۷            | Yol Arkadaşım                       | Aysun                    | Başrol oyuncusu |
| ۲۰۱۷            | Dede Korkut Hikayeleri: Deli Dumrul | Günçiçek                 | Başrol oyuncusu |
| ۲۰۱۸            | Deliha 2                            | Eda                      | Başrol oyuncusu |
| ۲۰۲۰            | Feride                              | Şevval                   | Konuk oyuncu    |
|                 |                                     |                          |                 |